# Neuracanthus
- Commons
- Wikispecies

Neuracanthus Nees, segundo o Sistema APG II, é um género botânico pertencente à família Acanthaceae.

## Sinonímia
Leucobarleria Lindau

## Espécies
- Neuracanthus aculeatus
- Neuracanthus africanus
- Neuracanthus argyrophyllus
- Neuracanthus brachystachyus
- Neuracanthus capitatus
- «Lista das espécies»

## Nome e referências
Neuracanthus Nees em Wallich, 1832

## Classificação do gênero
| Sistema | Classificação                       | Referência            |
| ------- | ----------------------------------- | --------------------- |
| APG II  | Ordem Lamiales, família Acanthaceae | APweb, versão 9, 2008 |